# Lingua phalura
La lingua Phalura (anche chiamata Palula, Palola, Phalulo ed anche conosciuta come Ashreti (Aćharêtâʹ) o Dangarikwar  nome usato dai locutori Khowar), appartiene alla Famiglia linguistica delle Lingue dardiche ed è parlata  approssimativamente da 10000 persone, nelle valli dell'Ashret e del Biori soprattutto e poi nel villaggio di Puri (o Purigal) nella Shishi valley e da una parte degli abitanti del villaggio di Kalkatak, nel Distretto di Chitral della provincia del Khyber Pakhtunkhwa del Pakistan. Dialetti della lingua sono anche parlati nei villaggi di Khalkot Distretto di Dir (Pakistan) e di Sau in Afghanistan.
Le popolazioni della valle dell'Ashret sono importanti perché sono posizionate in una zona di grande importanza strategica, all'ingresso del Chitral. Tutte le persone che arrivano a Chitral attraverso il Passo di Lowari (3120 m), l'alto passo che connette Chitral a Dir ed al resto del Pakistan, debbono passare la dogana ad Ashret.

## Storia
La tradizione vuole che le genti di Ashret siano originarie di Chilas nella valle dell'Indo, questa tradizione è supportata dai registri genealogici locali e da registri indipendenti, di Chitral e della valle dell'Indo. Le popolazioni che vivono attualmente nel Chilas parlano una lingua correlata, la Lingua shina.
La lingua Palula è stata documentata dai linguisti Georg Morgenstierne (nel 1926 e 1941), Kendall Decker (1992), Henrik Liljegren (2008, 2009, 2010) e da Henrik Liljegren e Naseem Haider (2009, 2011). Viene classificata come lingua Dardica ma si tratta unicamente di una classificazione geografica più che linguistica.
In molti dei piccoli villaggi, fuori dalle valli dell'Ashret e del Biori (dove la lingua è ancora Lingua madre per la quasi totalità delle persone), il Phalura ha  cessato di essere parlato ed i suoi locutori, in larga parte, stanno passando alla lingua più parlata, nella zona, che è il Khowar.